# Erkembode de Thérouanne
 (avril 2020).
Si vous disposez d'ouvrages ou d'articles de référence ou si vous connaissez des sites web de qualité traitant du thème abordé ici, merci de compléter l'article en donnant les références utiles à sa vérifiabilité et en les liant à la section « Notes et références ».
Saint Erkembode, surnommé « le saint qui fait marcher », était moine bénédictin à Saint-Omer (Pas-de-Calais) à la fin du VIIe siècle et au début du VIIIe. Erkembode, surnom qui signifie « Messager reconnu » en francique salien (Erkend Bodô), est le nom qui lui est resté.

## Biographie
Arrivé d'Irlande en 723, il devint, par acclamation en raison de la sainteté de sa vie, abbé de Saint-Bertin à Saint-Omer et évêque de Thérouanne. Il est ainsi le quatrième successeur de saint Bertin (abbé) et de saint Omer (évêque).
À l'époque le diocèse de Thérouanne était immense : il allait d'Ypres jusqu'à la vallée de la Somme. Saint Erkembode le parcourut, afin de racheter des terres pour les redistribuer aux pauvres. Sans doute ces longues courses apostoliques furent-elles la cause des difficultés de la marche dont il fut atteint : il mourut en effet presque paralysé en 742 et on l'enterra dans l'église primitive, auprès du tombeau de saint Omer (Audomar), qui reposait là depuis 72 ans : la petite église s'est transformée au long des siècles en l'imposante cathédrale de Saint-Omer, où sa châsse attire toujours les parents souhaitant son intercession pour leur enfant infirme.
Une Vie de saint Erkembode fut écrite par Jean III d'Ypres, abbé de Saint-Bertin de 1187 à 1230 (à ne pas confondre avec Jean le long).

## Reliques oubliées
Inhumé le 12 avril 742, c'est le 1er novembre 1085 que son corps a été exposé dans une châsse à la demande du peuple.
En 1466 le pape autorise que la sainte tête aille dans un ancien reliquaire de Saint-Omer d'argent et or garni de pierres précieuses. Lors de la Révolution en 1793, la gardienne de l'église sauve du pillage le saint reliquaire et le clergé de Notre-Dame le récupéra en 1804 intact. Après plusieurs cachettes les restes du saint sont déposés et oubliés sous le maître-autel ; ce n'est qu'en 1902 qu'ils retrouvent la cathédrale de Saint-Omer.

## Culte

### Les chaussures sur son sarcophage

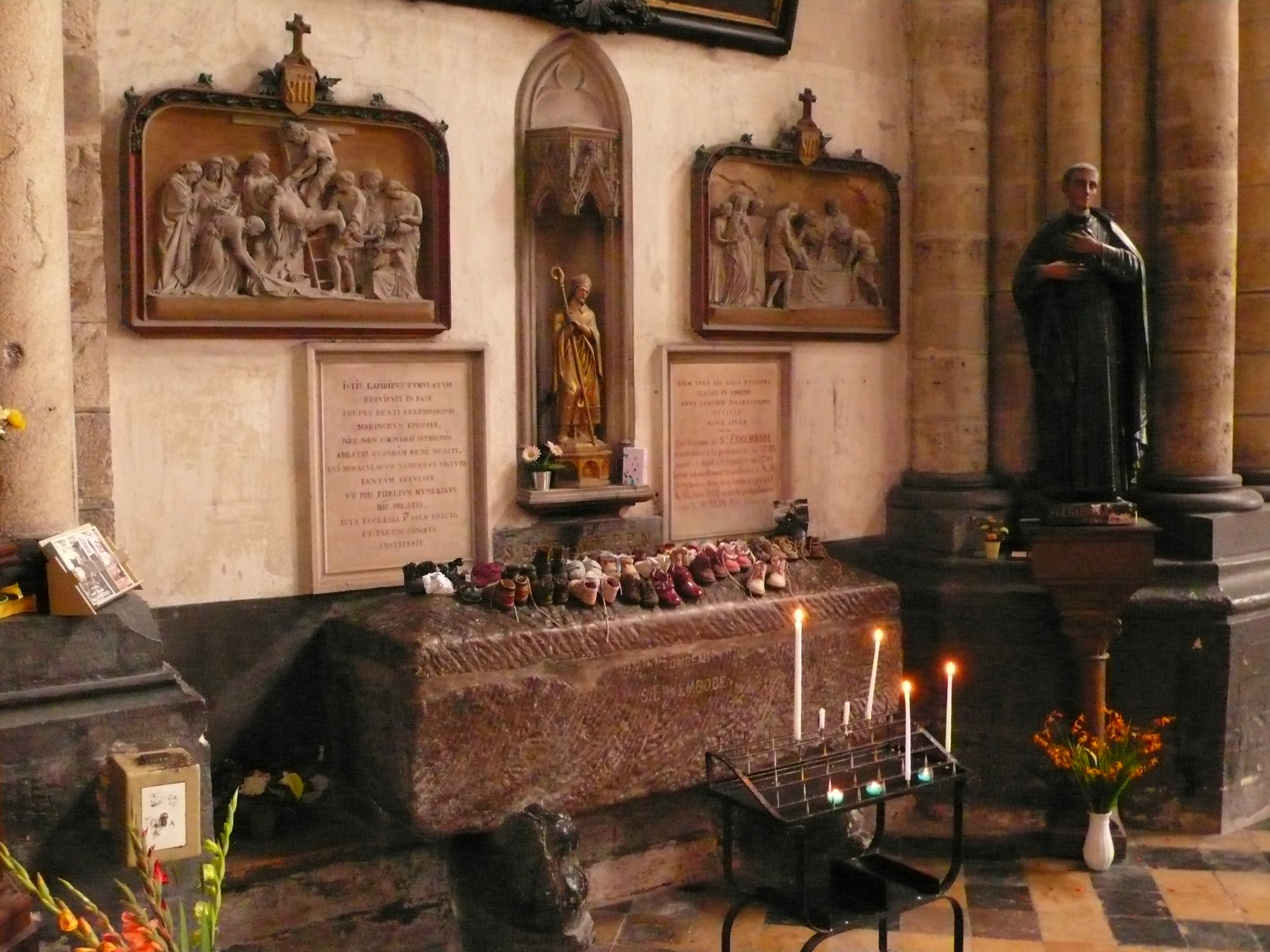
Le tombeau du saint dans la cathédrale de Saint-Omer.

Le tombeau de saint Erkembode est une très ancienne cuve monolithe de porphyre gris foncé. Il était jadis au milieu de la petite église primitive, et est désormais adossé au chœur, dans le déambulatoire Nord de la cathédrale. Ce qui intrigue tout le monde, ce sont les petites chaussures qui sont posées dessus. En voici l'origine : dès la mort de saint Erkembode, des pèlerins sont venus prier sur son tombeau sur lequel ils déposaient leurs chaussures hors d'usage en ex-voto pour attester de leur longue marche.

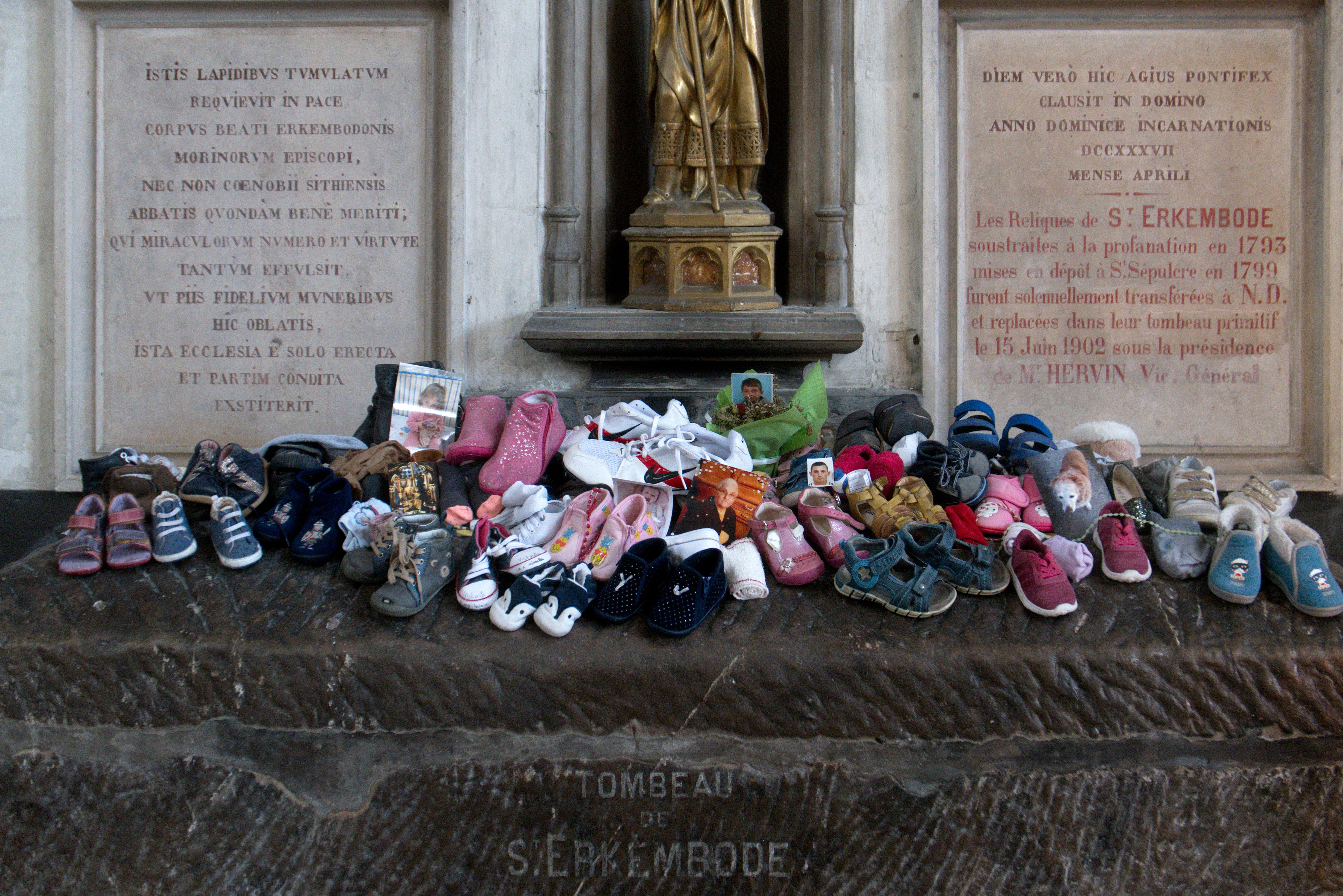
Le sarcophage de saint Erkembode recouvert de souliers

Sachant qu'Erkembode est mort presque paralysé et qu'il a souvent dû prier pour marcher correctement.
Aujourd'hui ce sont des chaussures d'enfant qui ont pris la place de celles des adultes de jadis. Dans l'espoir d'obtenir la guérison de leur enfant, les parents déposent de petites chaussures sur la tombe du saint.
On vient le prier chaque fois qu'un enfant a du mal à se mettre à marcher et les mères placent ici les chaussures. Les personnes responsables de la cathédrale les enlèvent quand il faut laisser la place pour d'autres.

### Pèlerin atteint de dépression
Saint Erkembode est bien « le saint qui fait marcher » et le saint qu'il faut invoquer quand on souffre de dépression nerveuse, et que rien ne « marche ». C'est pourquoi ces personnes font le pèlerinage pour demander l'intercession de saint Erkembode et sortir de cette sorte de paralysie.

### Prière de saint Erkembode
Prière pour demander l'aide de saint Erkembode, « le saint qui fait marcher » :
« Seigneur notre Dieu,

Toi qui mets en marche l'univers,

Toi à qui nous devons la vie, le mouvement et l'être,

Écoute notre prière : nous la confions

À saint Erkembode, dont le corps repose ici !

Tu nous as envoyé ton Fils Jésus,

pour nous remettre en marche vers Toi,

et il a dit un jour : " Lève-toi et marche ! "

Donne-nous d'abord de vaincre la paralysie

de notre cœur et de marcher vers Toi

par une Foi vivante, éclairée et confiante.

Donne aussi à nos corps de se mouvoir

sans problème et de surmonter toute difficulté.

Avec saint Erkembode, qui intercède pour nous,

nous te prions pour tous les petits enfants

immobiles, handicapés ou retardés

qui ont déposé ici ces petites chaussures.

Nous te prions aussi pour ceux et celles

qui connaissent la déprime :

que saint Erkembode nous aide à les entourer

et à les aider pour qu'ils se remettent en marche,

par nous, qu'il leur tende la main ! »